# Vladímir Gabúlov
Vladímir Borísovich Gabúlov (en ruso: Влади́мир Бори́сович Габу́лов, en osetio: Гæбулты Борисы фырт Владимир; Mozdok, Unión Soviética, 17 de octubre de 1983) es un exfutbolista ruso que jugaba de portero.

## Biografía
Gabúlov empezó su carrera profesional en el FC Mozdok.
En 2001 fichó por el Dinamo de Moscú, pero poco después se marchó a jugar al FC Alania Vladikavkaz.
En 2004 fichó por el CSKA de Moscú. En el tiempo que pasó en este equipo tuvo que conformarse con ser suplente, ya que Ígor Akinféyev era un fijo en la portería del club. En esta época conquistó dos títulos de Liga, dos de Copa y dos de Supercopa de Rusia.
En 2007 fichó por el FC Kubán Krasnodar, equipo con el que consiguió el ascenso a la Liga Premier de Rusia. 
Al año siguiente se marchó en calidad de cedido al FC Amkar Perm. Con este equipo llegó a la final de la Copa de Rusia, final que perdió en los penaltis ante el CSKA de Moscú.
En 2008 firmó un contrato con el Dinamo de Moscú.
El 12 de noviembre de 2018, dos meses después de abandonar el Club Brujas, anunció su retirada.

## Selección nacional
Ha sido internacional con la selección de fútbol de Rusia en diez ocasiones. Su debut como internacional se produjo el 22 de agosto de 2007 en un partido amistoso contra Polonia.  
Fue convocado para participar en la Eurocopa de Austria y Suiza de 2008, aunque finalmente no llegó a debutar en ese torneo, ya que su excompañero de equipo en el CSKA Ígor Akinféyev le quitó de nuevo la titularidad.

## Clubes
| Club                    | País    | Año       |
| ----------------------- | ------- | --------- |
| FC Mozdok               | Rusia   | 2000      |
| FC Dinamo Moscú         | Rusia   | 2001      |
| FC Alania Vladikavkaz   | Rusia   | 2001-2003 |
| PFC CSKA Moscú          | Rusia   | 2004-2006 |
| FC Kubán Krasnodar      | Rusia   | 2007      |
| FC Amkar Perm           | Rusia   | 2008      |
| FC Dinamo Moscú         | Rusia   | 2008-2011 |
| FC Anzhí Majachkalá     | Rusia   | 2011-2013 |
| PFC CSKA Moscú (cesión) | Rusia   | 2011      |
| FC Dinamo Moscú         | Rusia   | 2013-2016 |
| Arsenal Tula            | Rusia   | 2016-2017 |
| Club Brujas             | Bélgica | 2018      |

## Títulos
- 2 Ligas de Rusia (CSKA de Moscú, 2005 y 2006)
- 2 Copas de Rusia (CSKA de Moscú, 2005 y 2006)
- 2 Supercopas de Rusia (CSKA de Moscú, 2004 y 2006)